# NGC 4194
NGC 4194 (другие обозначения — UGC 7241, ZWG 269.43, MCG 9-20-119, 1ZW 33, MK 201, VV 261, IRAS12116+5448, ARP 160, PGC 39068) — галактика в созвездии Большая Медведица.
Этот объект входит в число перечисленных в оригинальной редакции «Нового общего каталога».
Галактика также имеет название «Слияние Медузы».